# Baliadangi
Baliadangi (en bengali : বালিয়াডাঙ্গী) est une upazila du Bangladesh dans le district de Thakurgaon. En 1991, on y dénombrait 147 163 habitants.